# Slag in de Baai van Køge (1677)
De Slag in de Baai van Køge was een zeeslag op 1 en 2 juli 1677 tussen de Deense en Zweedse vloot in de Baai van Køge, ten tijde van de Schoonse Oorlog.

## Aanloop
Tijdens de Slag bij Öland verloren de Zweden de controle over de Oostzee en sindsdien wilden de Zweden de controle over de zee weer terug hebben. De Zweden leden al bij het eiland Møn een al een nederlaag tegen de Denen. Het restant van de Zweedse vloot verliet op 9 juni de haven van Stockholm. Twee weken later verliet de Deense vloot haar haven bij Kopenhagen en op 19 juni kregen de beide vloten elkaar in het zicht.

## De slag
In de ochtend van 30 juni stuurde de Zweedse admiraal Henrik Horne twee schepen vooruit om de Denen uit te lokken, maar de Deense admiraal Niels Juel stuurde op zijn beurt twee schepen eropuit om de naderende schepen aan te vallen. Toch bleven de beide partijen hun afstand bewaren. Vervolgens vormden zowel de Denen als de Zweden een linie van hun schepen. In de volgende ochtend voeren de vloten dichter naar elkaar toe. Rond vijf uur in de ochtend braken de gevechten uit. Horn stuurde als eerste zijn vuurschepen erop af, maar Juel wist deze af te wenden.
De Zweedse vloot voer bovenwinds en Juel hoopte dat ze door de koers uiteindelijk zouden stranden. Uiteindelijk strandde het oorlogsschip de Draken. In een poging om het schip te beschermen draaide de Zweedse vloot zich en vormde een linie om het schip heen. Toen er een gat ontstond in de linie waren de Denen in staat om een aantal schepen af te zonderen. Hier lag het keerpunt in de zeeslag. De Zweden verloren uiteindelijk acht schepen.

## Nasleep
De slag wordt gezien als het grootste maritieme succes van Denemarken-Noorwegen. Volgens Deense en Noorse marineofficiers had Niels Juel de zogenaamde "doorbraaktactiek" uitgevonden, ruim een eeuw voordat admiraal George Romney de tactiek zou toepassen in de Slag bij de Saintes in 1782.
Door de nederlaag van de Zweedse vloot konden de Denen de Oostzee controleren waarbij ze de aanvoerroutes van de Zweden konden onderscheppen. De Denen zouden deze controle behouden tot aan het einde van de oorlog. Daarnaast was de zeeslag bij Køge het laatste maritieme treffen dus beide partijen tijdens de Schoonse Oorlog.